# 234-й истребительный авиационный полк ПВО
234-й истребительный авиационный полк ПВО (234-й иап ПВО) — воинская часть истребительной авиации ПВО, принимавшая участие в боевых действиях Великой Отечественной войны.

## Наименования полка
- 234-й истребительный авиационный полк[1];
- 234-й истребительный авиационный полк ПВО[1][2];
- Войсковая часть (полевая почта) 26263[1][2].

## История и боевой путь полка
15 мая 1941 года полк начал формироваться в Ленинградском военном округе (н.п. Медведь Ленинградской области). Формирование и доукомплектование по штату 015/134 завершено в период с 22 июня по 20 августа 1941 года в Ярославле из частей 56-й истребительной авиадивизии. Получил наименование 234-й истребительный авиационный полк (приказ Командира 1 АК № 0038). С 1 по 20 августа входил в состав 56-й истребительной авиадивизии 1-го авиационного корпуса дальней бомбардировочной авиации, боевой работы не вёл за отсутствием матчасти. С 20 по 22 августа перебазировался из Ярославля в Борисоглебск, где получил 32 самолёта И-16. После расформирования дивизии с 20 августа по 10 сентября входил в прямое подчинение 1-го авиационного корпуса дальней бомбардировочной авиации, базируясь на аэродроме Борисоглебск.
В период с 10 по 16 сентября полк перебазировался из Борисоглебска в Курск и вошёл в состав 52-й авиадивизии дальнего действия Орловского военного округа. 16 сентября 1941 года полк приступил к боевой работе по выполнению задач ПВО военных объектов г. Курска в составе 52-й авиадивизии ДБА на самолётах И-16. Уже 5 октября 1941 года полком одержана первая известная воздушная победа в Отечественной
войне: капитан Тургенбаев Н. Т. в воздушном бою в районе Курска сбил немецкий бомбардировщик Heinkel He 111. 6 декабря 1941 года полк вошёл в состав 36-й истребительной авиадивизии ПВО Ряжско-Тамбовского района ПВО, которая оперативно подчинялась штабу Брянского фронта.
В марте и апреле 1942 года полк пополнен истребителями МиГ-3. 15 апреля полк передан в состав 105-й истребительной авиадивизии ПВО Ростовского района ПВО, находящейся в оперативном подчинении штаба Южного фронта. В июле и августе 1942 года полк пополнен самолётами ЛаГГ-3, Як-1 и Як-7б.
Лётчики полка вели ожесточённые бои в воздухе в сражениях за Кавказ. 6 августакомандир эскадрильи капитан Усков, патрулируя небо над Георгиевском на самолёте ЛаГГ-3, встретил на подступах к городу около 20 самолётов He-111 и вступил с этой группой в бой. Своим огнём лётчик сбил один самолёт, а когда отказали пулемёты, он принял решение идти на таран другого бомбардировщика. От сильного удара Усов потерял сознание, но, придя в себя, выпрыгнул из горящего самолёта с парашютом, получив при этом ранения ног. Позднее капитан Усов был представлен к званию герой Советского Союза.
В июне 1943 года полк вместе со 105-й иад ПВО Ростовского района ПВО вошёл в состав войск вновь образованного Западного фронта ПВО. 10 июля включён в состав 10-го истребительного авиакорпуса ПВО Ростовского района ПВО, который развернут на основе 105-й иад ПВО Западного фронта ПВО. С 20 июля по 10 августа 1943 года группа лётчиков полка на самолётах Як-1 действовала в составе сводной группы ИА ПВО в оперативном подчинении штаба 6-й гвардейской истребительной авиадивизии 8-й воздушной армии Южного фронта, участвуя в Миусской наступательной операции.
С 10 августа 1943 года полк в полном составе возобновил боевую работу в составе 10-го истребительного авиакорпуса ПВО Ростовского района ПВО Западного фронта ПВО на самолётах Як-1 и Як-7б. В сентябре 1943 года в полк прибыли на пополнение американские истребители Curtiss P-40 («Киттихаук»). 28 декабря полк передан в состав 148-й истребительной авиадивизии ПВО Череповецко-Вологодского района ПВО Западного фронта ПВО.
С 22 февраля полк в составе 9-го истребительного авиакорпуса ПВО Киевского района ПВО Западного фронта ПВО. В апреле 1944 года в связи с реорганизацией войск ПВО страны полк в составе 9-го иак ПВО включён в 7-й корпус ПВО Южного фронта ПВО, который образован 29 марта 1944 года на базе Восточного и Западного фронтов ПВО. Летом полк пополнен самолётами Як-9. 26 июля передан в состав 141-й истребительной авиадивизии ПВО 85-й дивизии ПВО Южного фронта ПВО.
Полк 24 декабря 1944 года вместе со 141-й иад ПВО включён в состав войск Юго-Западного фронта ПВО, преобразованого из Южного фронта ПВО. В январе 1945 года в составе 141-й иад ПВО вошёл в 9-й корпус ПВО Юго-Западного фронта ПВО. 9 мая 1945 года полк исключён из действующей армии.
В составе действующей армии полк находился с 1 августа 1941 года по 9 мая 1945 года.
После войны полк входил в состав 141-й истребительной авиационной дивизии ПВО Юго-Западного округа ПВО и базировался на аэродроме Будапешт-Матьяшфольд (ныне XVI район города Будапешта). На вооружении полка стояли самолёты Як-9М.
16 февраля 1946 года 234-й истребительный авиационный полк расформирован вместе с дивизией на основании директивы Командующего ВВС ЮЗВО ПВО № 00211 от 25.01.1946, приказа командира 141-й иад ПВО от 25.01.1946.

### Участие в операциях и битвах
- Битва за Кавказ
- Воздушные сражения на Кубани
- Миусская наступательная операция
- Донбасская операция (1943)

### Итоги боевой деятельности полка в Великой Отечественной войне
Всего за годы войны полком:
- Совершено боевых вылетов — 3241
- Проведено воздушных боев — 159
- Сбито самолётов противника — 85 (в том числе ночью — 1)
- Сбито аэростатов противника — 1

## Командир полка
- майор Гизбоковский Константин Сергеевич, 06.1941 — 06.1942[1]
- подполковник Федорук Фока Васильевич (погиб), 07.1942 — 13.09.1942[1]
- подполковник Серенко Александр Васильевич, 10.1942 — 06.1943[1]
- майор Мирошниченко Виктор Ефимович, 02.1944 — 02.1946[1]

## Герои Советского Союза
- Усков Василий Михайлович, капитан, командир эскадрильи 234-го истребительного авиационного полка 105-й истребительной авиационной дивизии ПВО Ростовского дивизионного района ПВО Указом Президиума Верховного Совета СССР от 14 февраля 1943 года удостоен звания Герой Советского Союза. Золотая Звезда № 811.